# Jelena Nikolajewna Miroschina
Jelena Nikolajewna Miroschina (russisch Елена Николаевна Мирошина; * 5. Juni 1974 in Moskau; † 18. Dezember 1995 ebenda) war eine russische Wasserspringerin. Sie sprang für den Verein Spartak Moskau im 10-m-Turmspringen. Miroschina gewann Medaillen bei Olympischen Spielen, Welt- und Europameisterschaften.
Miroschina gewann 1987, mit gerade einmal 13 Jahren, ihre erste internationale Medaille. Bei der Europameisterschaft in Straßburg wurde sie Europameisterin vom Turm. Sie nahm im folgen Jahr für die Sowjetunion an den Olympischen Spielen 1988 in Seoul teil. Mit 14 Jahren war sie die jüngste Wasserspringerin der Spiele. Im Turmspringen erreichte sie Rang sechs. Bei der Europameisterschaft 1991 in Athen konnte Miroschina ihren EM-Titel vom Turm wiederholen. Im gleichen Jahr gewann sie zudem bei der Weltmeisterschaft die Silbermedaille. Ihr sportlich größter Erfolg gelang Miroschina bei den Olympischen Spielen 1992 in Barcelona. Für das Vereinte Team gewann sie vom Turm Silber.
In den folgenden Jahren blieben weitere sportliche Erfolge aus. Nachdem Miroschina 1995 schwanger wurde, beendete sie ihre aktive Karriere. Im Dezember 1995 wurde ihre Leiche unterhalb ihres Fensters im fünften Stock gefunden. Die genauen Umstände ihres Todes blieben ungeklärt.